# Oryctes gigas
Oryctes gigas är en skalbaggsart som beskrevs av François Louis Nompar de Caumont de Laporte 1840. Oryctes gigas ingår i släktet Oryctes och familjen Dynastidae. Utöver nominatformen finns också underarten O. g. insulicola.